# New Boston (Texas)
Pour les articles homonymes, voir New Boston.
La ville de New Boston est située dans le comté de Bowie, dans l’État du Texas, aux États-Unis. Elle comptait 4 550 habitants lors du recensement de 2010.

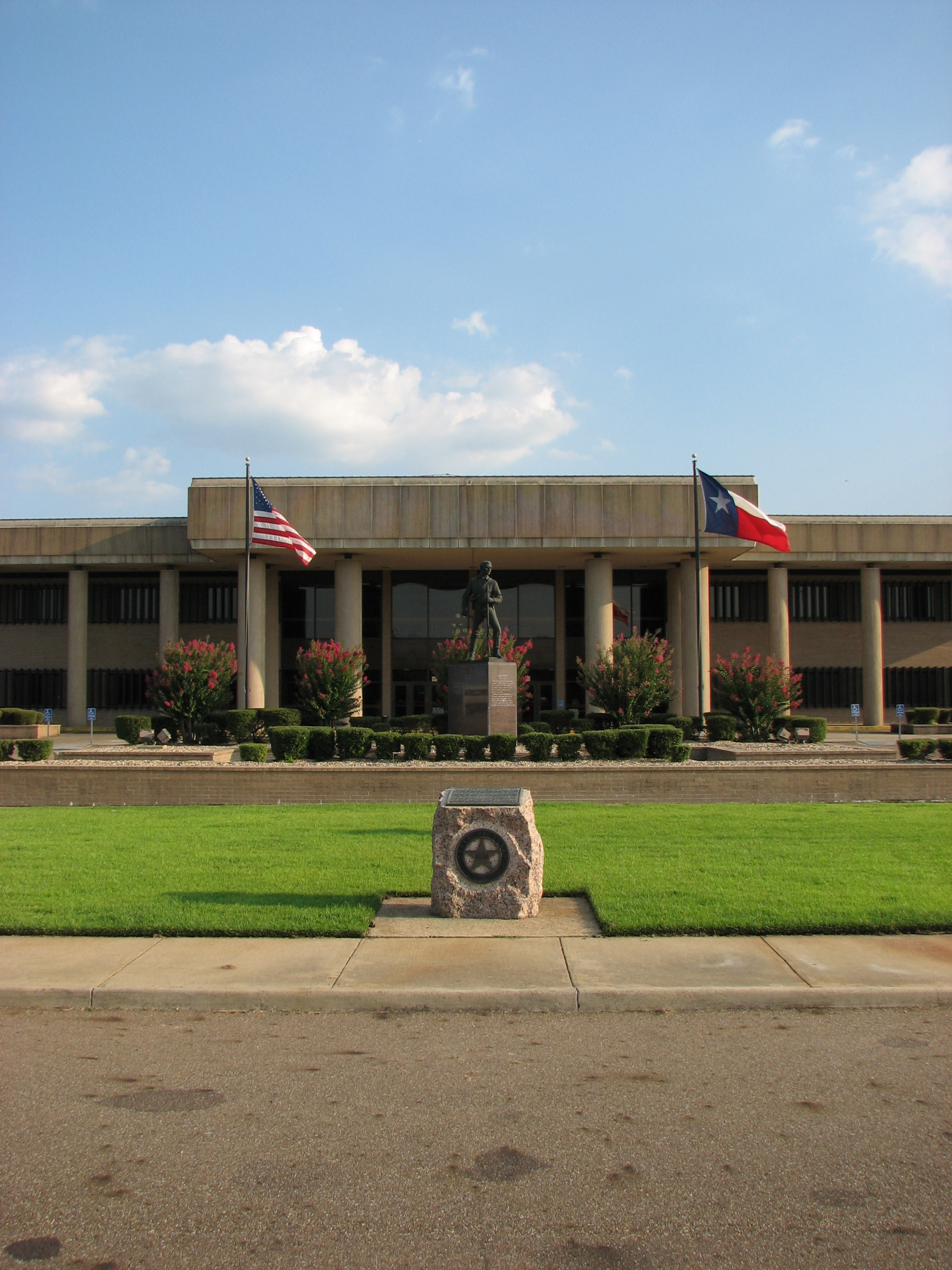
Palais de justice du comté de Bowie

## À noter
New Boston abrite le palais de justice du comté depuis 1986 mais Boston est restée le siège.

## Source
- (en) Cet article est partiellement ou en totalité issu de l’article de Wikipédia en anglais intitulé « New Boston, Texas » (voir la liste des auteurs).